# لورا مونتالفو
لورا مونتالفو (بالإسبانية: Laura Montalvo)‏ مواليد 29 مارس 1976 في بوينس آيرس، هي لاعبة كرة مضرب أرجنتينية سابقة. أعلى تصنيف لها في الفردي كان المركز الـ 191 في سنة 1995. أعلى تصنيف لها في الزوجي كان المركز الـ 23 في سنة 2001. سبق أن شاركت في دورة الألعاب الأولمبية الصيفية.

## روابط خارجية
- لورا مونتالفو على موقع رابطة محترفات التنس (الإنجليزية)
- لورا مونتالفو على موقع الاتحاد الدولي لكرة المضرب (الإنجليزية)
- لورا مونتالفو على موقع كأس بيلي جين كينغ (الإنجليزية)
- لورا مونتالفو على موقع خلاصة التنس.كوم (الإنجليزية)
- لورا مونتالفو على موقع أوليمبيديا (الإنجليزية)